# Grupo Ledesma
El Grupo Ledesma (BCBA: LEDE) es un importante grupo económico de Argentina, propiedad de la familia Blaquier/Arrieta -una de las más ricas del país-, cuya empresa madre es Ledesma SAAI (Sociedad Anónima Agrícola Industrial), con base en la localidad de Libertador General San Martín, en la provincia de Jujuy, ubicada en el extremo norte de la Argentina, que emplea alrededor de siete mil trabajadores. Creada a principios del siglo XX, inició sus actividades como ingenio azucarero, siendo uno de los 20 existentes en el país, con un 17% de la producción total del sector en 2017.
A partir de la década de 1960 comenzó un proceso de diversificación incorporando líneas de producción de alcohol, celulosa y papel con residuos de caña de azúcar, abriendo luego una planta de jarabes y almidones (maicena) de maíz a través de la empresa Glucovil (de propiedad compartida con Cargill desde 2008). En 1990 abrió una planta de jugos cítricos concentrados y aceites esenciales en Jujuy, ampliando el rubro en 2009 con la empresa Citrusalta, dedicada a la producción de pomelos en la provincia de Salta. Desde 1994 ingresó al negocio de los hidrocarburos en el yacimiento Aguaragüe, ubicado en Salta, a través de una UTE junto a Tecpetrol, YPF, Mobil Argentina, Petrobras y CGC. Ese mismo año Ledesma adquirió Industrias Grafex San Luis, dedicada a la producción de cuadernos y artículos escolares bajo la marca Ledesma. En 2010 inauguró una planta de bioetanol en Jujuy. Posee además unas 50 mil hectáreas de tierra dedicadas a la producción de carne y cereales en la provincias de Buenos Aires y de Entre Ríos.
Durante la última dictadura militar, el ingenio fue escenario del secuestro y desaparición de personas, hecho conocido como La Noche del Apagón.

## Historia

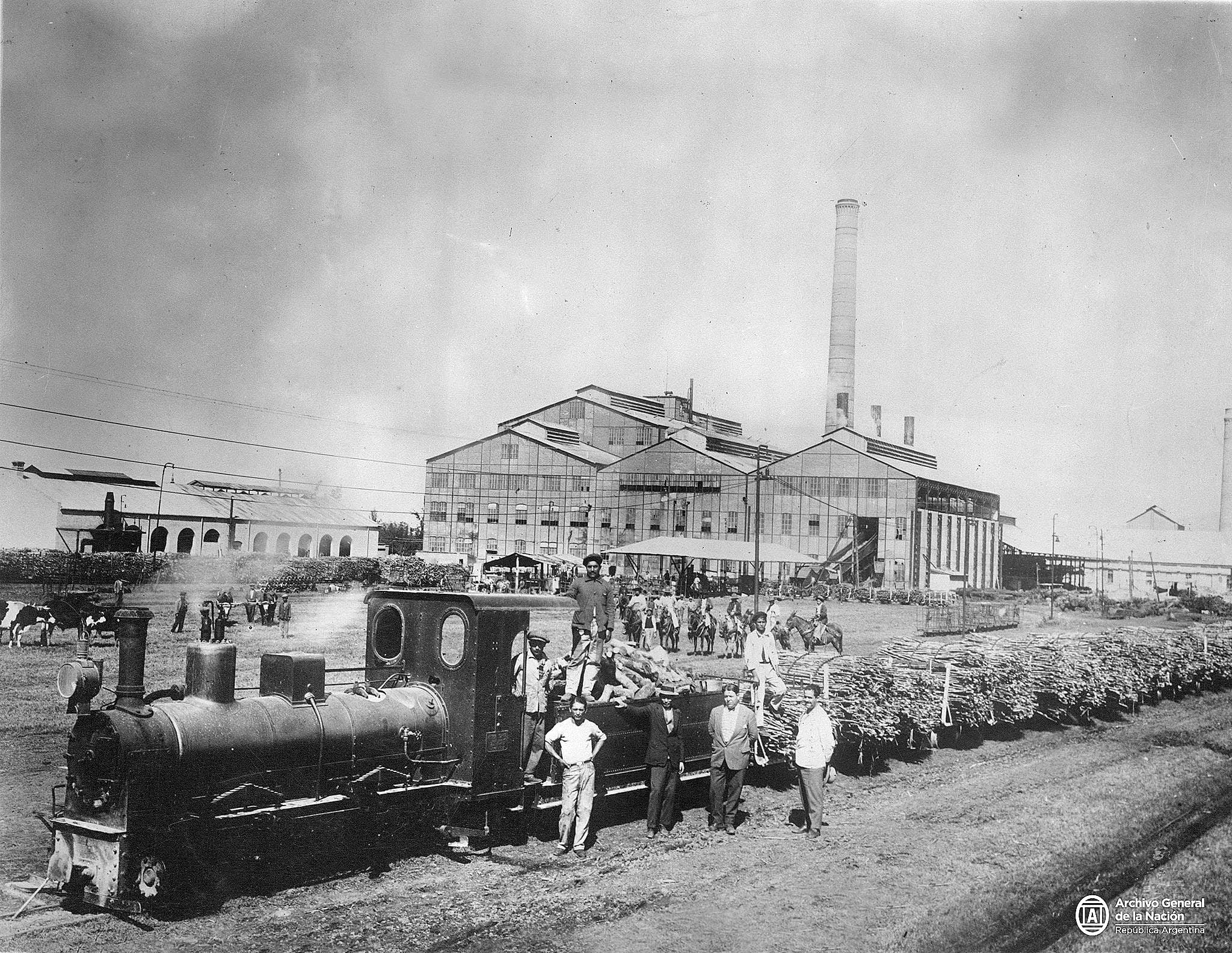
El ingenio Ledesma, Jujuy, la primera red de 50 cm

Las primeras instalaciones del ingenio azucarero que diera origen a la empresa, fueron montadas por José Ramírez Ovejero en 1830. Consistían en primitivos trapiches con los que se extraía mecánicamente el jugo de las cañas de azúcar.
En 1911, Enrique Wollmann adquirió la totalidad de las acciones de la que hasta entonces se conocía como Compañía Azucarera Ledesma.

En 1914 Ledesma formalizó la estructura societaria legal que está vigente hasta la actualidad.
En 1927, luego del fallecimiento de Enrique Wollmann, asumió la conducción de la empresa Herminio Arrieta, casado con la única hija de Wollmann. Décadas después, Nelly Arrieta, (hija de Herminio) contrajo matrimonio con Carlos Pedro Blaquier, quien se hizo cargo de la empresa desde 1970 durante más 40 años. En 2013, asumió la presidencia su hijo Carlos Herminio Blaquier Arrieta.

## Estructura productiva
Ledesma tiene instalaciones productivas en diversas zonas del país:
- Complejo Agroindustrial Ledesma, ubicado en Libertador General San Martín, Jujuy
  - 40.000 ha de caña de azúcar
  - Fábricas de azúcar, alcohol, bioetanol, celulosa y papel[12]
  - 2.000 ha de cítricos
  - Un empaque de frutas
  - Una planta de jugos concentrados
  - Generación propia de electricidad de algo más de 51.000 kW
  - 600 km de carreteras
  - 1400 km de canales de riego

- Glucovil Argentina S.A., Villa Mercedes, San Luis (Formada a fines del 2008: 30% Ledesma – 70% Cargill).[13]
  - Planta de molienda húmeda de maíz
  - Producción de jarabe de fructosa, glucosa, almidones y otros subproductos de la molienda húmeda
  - Generación propia de electricidad de 7500 kW

- Fábrica de Cuadernos y Repuestos, ubicada en Villa Mercedes, San Luis.[14]
  - Planta de producción de cuadernos, repuestos escolares y papelería comercial

- Fábrica de Papeles Encapados, ubicada en San Luis, San Luis
  - Planta de papeles encapados adquirida por leasing en el año 2008.

- Citrusalta, ubicada en Colonia Santa Rosa, Salta
  - 800 ha de cítricos (adquirida en el año 2009).

- Establecimientos rurales en Buenos Aires y Entre Ríos
  - Producción de carne y granos
  - Establecimientos La Biznaga, La Bellaca, Magdala y Centella (52.000 ha)

- UTE Aguaragüe, en Salta, (en asociación con Techint, YPF, Mobil, Petrobras y CGC)[15]
  - Exploración y explotación de petróleo y gas en el Yacimiento Aguaragüe.

## Villa obrera
Durante las primeras décadas, las condiciones de la explotación y la escasa o nula mecanización de los procesos requirieron la participación de centenares de trabajadores, tanto en los cultivos como en los obradores. Esta situación dio lugar a la formación de núcleos habitacionales inmediatos a los lugares de trabajo que con el tiempo se consolidaron como localidades. Tal es el caso de Pueblo Ledesma, que luego quedaría incorporado a la ciudad de Libertador General San Martín. En este proceso, se consolidó lo que se caracteriza como "sistema fabril con villa obrera", en el cual la empresa genera la infraestructura de vivienda, salud, educación y esparcimiento, para los trabajadores y sus familias.
Llevan el nombre de Herminio Arrieta, propietario y presidente de Ledesma hasta 1970, un instituto educativo privado, un centro cultural y deportivo y el barrio en el que está ubicado.

## Responsabilidad social empresaria
La compañía Ledesma desarrolla un programa de responsabilidad social empresaria, de acuerdo con la Norma ISO 26.000, cuyo objetivo es contribuir al desarrollo sostenible, es así que dicha empresa desarrolla un programa tanto para la comunidad como para la protección del medio ambiente que incluye además de colaborar con la fundación Proyungas con un sistema de monitoreo de fauna, donación de terrenos, certificación para Productos ProYungas, colaboración con el programa de desarrollo turístico de las yungas, entre otros.
Programa de Capacitación Informática (PCI) es un proyecto de responsabilidad social que se lanzó en el 2002, para capacitar gratuitamente en informática e Internet a aquellas personas de menores recursos económicos y, en especial, a jóvenes, que se encuentran en la etapa de transición hacia su primera experiencia laboral o por comenzar estudios en el nivel superior.
Programa Acceso a la Casa Propia, creado para facilitar a los empleados el acceso a la vivienda, para lo cual se proyecta construir 1000 unidades habitacionales y adjudicarlas a los empleados, mediante un esquema de créditos cancelables en cuotas mensuales. Las primeras viviendas se entregaron en febrero de 2014, y durante 2015 se entregaron 100 viviendas más en la zona de El Talar. A septiembre de 2018, mediante este programa se habían entregado 720 viviendas.

## Prácticas contaminantes y sustentables
En diciembre de 2002, el ingenio Ledesma solicitó al gobierno jujeño acceder un amplio sector de selvas pedemontanas planas en Sauzalito, para ampliar su área de plantación de caña de azúcar. La zona afectada es un ecosistema en riesgo, corredor natural entre la yungas y el chaco. En octubre de 2003, la Cámara de Diputados de la Nación aprobó una declaración repudiando el proyecto de destrucción de la selva Pedemontana de las Yungas. La presión social y política hizo que la empresa suspendiera el proyecto en 2004, pero en 2006 impulsó un proyecto de ordenamiento territorial que volvía a incluir el desmonte de la finca Sauzalito-Yuto. Finalmente en 2007 el gobernador Eduardo Fellner aprobó en 2007 una resolución aprobando un ordenamiento territorial que prohibió el desmonte.
En 2005 Olga Arédez y el Comité para la Defensa de la Salud, la Ética y los Derechos Humanos (Codesedh), presentaron un amparo contra el ingenio Ledesma acusándolo de contaminación de bagazo por parte de las plantas pastera y azucarera de su propiedad. El amparo fue rechazado en primera instancia y en el Superior Tribunal de Jujuy. En este último el juez Héctor Tizón votó en disidencia.
A partir de esto, se inició la formulación del plan de manejo de la Reserva Privada Sauzalito. Esta reserva cumple una función importante de conectividad entre el Parque Nacional Calilegua y el sector central de yungas en Ledesma.
En busca de no desmontar y proteger el ambiente y la bioversidad, se desarrollan otras prácticas, como Paisaje Productivo Protegido en colaboración con el banco de bosques, fundación Pro Yungas, Parque Nacional Calilegua, entre otros. Además se ha implementado el programa de monitoreo de fauna mediante cámaras sensibles al calor, donde, en conjunto con ProYungas, el Consejo Nacional de Investigaciones Científicas y Técnicas (CONICET) y la Universidad Nacional de Jujuy, analizan la información en cuando al impacto en la región de las yungas y de las zonas cercanas a las plantaciones de caña y citrus. 
En el ejercicio 2016, la empresa realizó el caso piloto de utilizar postes de alambrado a partir de los envases de insumos que utilizan, los cuales fueron lavados y triturados. Trabajaron en conjunto con la secretaría de Medio Ambiente para asegurar que no haya impacto ambiental, luego de la aprobación, trabajan con la única planta productora de postes de alambrado de este tipo en Jujuy, que nos devuelve un poste por cada tonelada de materia prima que envían.
En julio de 2017, dicha empresa se asoció con Eternum Energy, una compañía argentina especializada en el mercado de energía solar, para crear la empresa Ledesma Renovables y participar del creciente mercado de energía renovable, con el objetivo de seguir creciendo con la sustentabilidad como uno de los ejes de sus negocios.
"El grupo Ledesma constituyó, junto a la firma Eternum Energy, una nueva sociedad que se dedicará al desarrollo de energías renovables. Con una inversión de u$s 2 200 000, la compañía, bajo el nombre de Ledesma Renovables, trabajará en proyectos de generación eléctrica a partir de fuentes limpias, empezando por la energía solar."

## Controversias y conflictos
Hasta la incorporación masiva de maquinaria y tecnología, hacia 1970, el ingenio Ledesma y otros del noroeste argentino conservaban los métodos productivos y la organización del trabajo instalados a principios del siglo XX. Esto requería que en los meses de la cosecha de caña de azúcar, miles de trabajadores golondrina fueran reclutados en la puna y quebrada jujeñas, en la provincia de Salta y en las zonas cercanas de Bolivia. Estos trabajadores, provenientes de estratos sociales vulnerables, sufrían pésimas condiciones laborales y sanitarias, lo que con el tiempo produjo una creciente conflictividad que culminó en las protestas obreras de 1972.

## La Noche del Apagón
En julio de 1976, en plena dictadura militar argentina, se produjo uno de los episodios que marcarían no solo a la ciudad, sino a la región, conocido como La Noche del Apagón. En esa oportunidad, con la participación de vehículos, instalaciones y personal, fueron secuestradas alrededor de 400 personas de las cuales más de 30 aún continúan desaparecidas.
Esto llevó a juicio a Carlos Pedro Blaquier, bajo la carátula de complicidad en los hechos ya mencionados, pero que en 2015 el fallo de la Cámara de Casación Penal revocó su procesamiento en la causa en la que estaban acusados como cómplices de las desapariciones ocurridas durante 1976 en Jujuy. Durante el 2018, la Procuradora de la Nación García Netto, ha dictado la falta de mérito, que impide llevar la causa a juicio y ejercer, de ese modo, su mandato constitucional de promover la actuación de la justicia en defensa de la legalidad y de los intereses generales de la sociedad.
Posteriormente la Cámara Federal de Casación, integrada por los jueces Javier Carbajo, Ángela Ledesma y Mariano Borinsky, decidió el 5 de agosto de 2021 rechazar la medida anterior y devolver el expediente al juzgado federal para que eleve a juicio las causas de Blaquier.